# Villa Uytenbosch
Villa Uytenbosch aan de Amsterdamsestraatweg was een villa in Baarn in de provincie Utrecht. Het gebouw stond net over het spoor aan de Amsterdamsestraatweg.

## Ontwerp

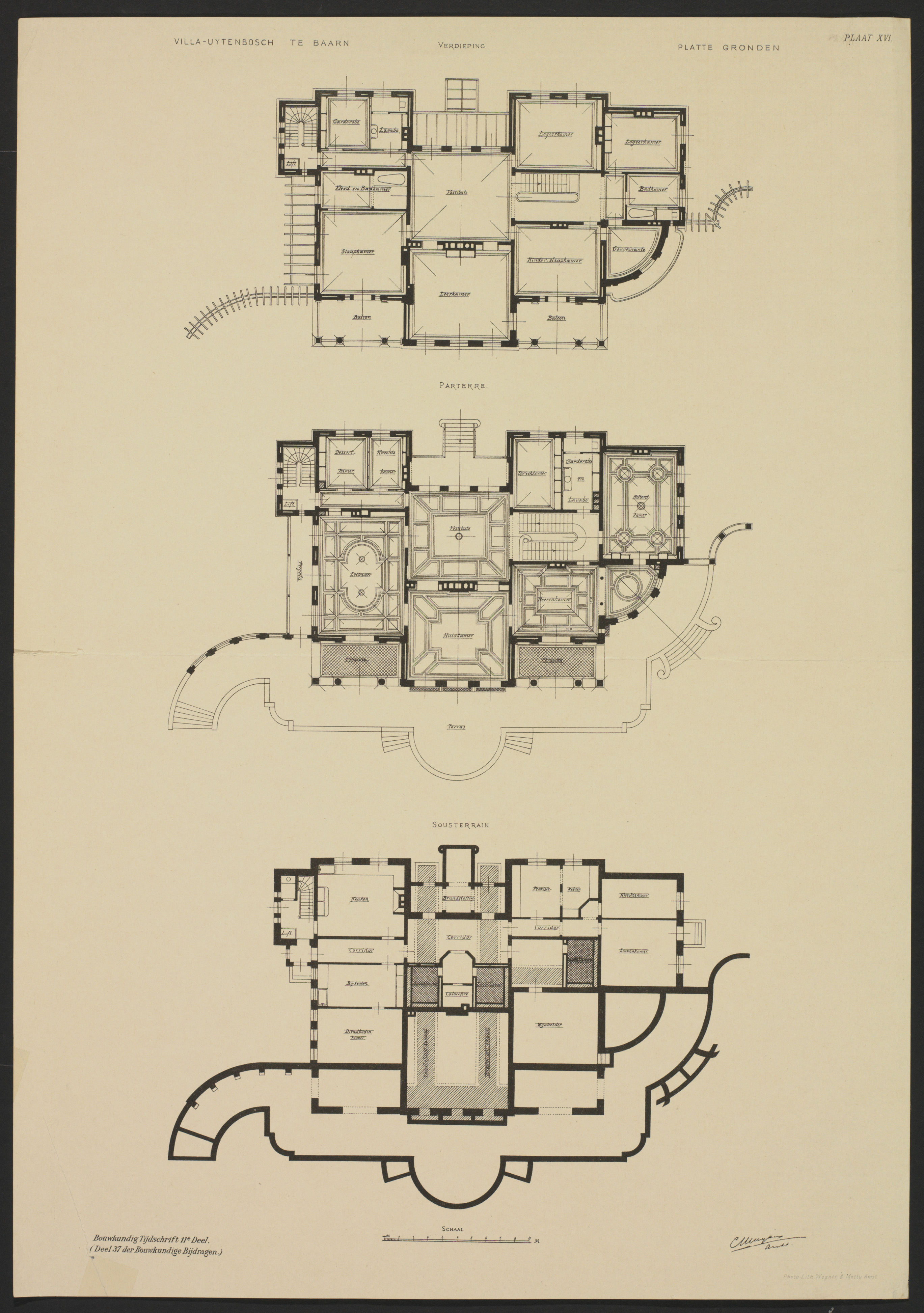
Plattegrond van het souterrain, de parterre en de verdieping

De villa is ontworpen door architect Constantijn Muysken. Het terrein was aan de voorzijde en in de omgeving van het woonhuis als tuin aangelegd. Het destijds bestaande sparrenbos werd met een aantal paden behouden en vormde hierdoor een mooie achtergrond voor het woonhuis. Behalve het woonhuis met terrein, werd tussen 1890 en 1891 een stal met koetshuis en koetsierswoning, een orangerie en een tuinmanswoning gebouwd. Het woonhuis was opgetrokken in berg- en baksteen. De bergsteen was Udelfanger zandsteen. Er werden twee kleuren baksteen van het soort verblendsteen gebruikt, te weten de kleuren donkerrood en leerkleur.
De friezen van de kroonlijst aan de voorgevel en gedeeltelijk aan de zijgevel waren versierd met tegels uit de fabriek van Van Hulst te Harlingen naar een compositie van Muysken. De kleur van het ornament was mosgroen op een roomkleurige achtergrond. De houten gootlijst hadeen zeer grote voorsprong en was versierd met gesneden consoles en caissons met sjablonenornament. In verband met het toegepaste tegelfries was deze lijst in een donkerrode tint geschilderd met verschillende nuancen voor de caissons. Volgens de wens van J.L. Pierson was de bel-etage als bewoonbare ruimte tot een geheel verenigd. Dit werd niet gerealiseerd door het zoveel mogelijk aanbrengen van dubbele deuren maar ook door de hall of  vestibule als bewoonbare ruimte in te richten. De hal met trappenhuis waren betimmerd met blank bewerkt eikenhout en voorzien van een schouw met boezem en een houten plafond met doekramen en  ornamentbeschildering. In de villa werd een lift geplaatst die op alle verdiepingen bereikbaar was.

## Bewoning
De villa is voor ongeveer 200.000 gulden gebouwd in opdracht van Jan Lodewijk Pierson sr en vanaf mei 1891 particulier bewoond geweest door hem en zijn gezin.

## Sloop
Villa Uytenbosch is begin 1970 afgebroken om plaats te maken voor een appartementencomplex.